# 考克城 (堪薩斯州)
考克城（英語：Cawker City）是一個位於美國堪薩斯州米切爾縣的城市。

## 地方資料
根據2020年美國人口普查的數據，考克城的面積為2.61平方千米，當中陸地面積為2.61平方千米，而水域面積為0.00平方千米。當地共有人口457人，而人口密度為每平方千米175.1人。